# أوتو أبيل
أوتو أبيل (بالألمانية: Otto Abel) هو ملحن ألماني، ولد في 24 أكتوبر 1905 في برلين في ألمانيا، وتوفي في 21 سبتمبر 1977 في تيتنانغ في ألمانيا.

## وصلات خارجية
- أوتو أبيل على موقع ميوزك برينز (الإنجليزية)
- أوتو أبيل على موقع أول ميوزيك (الإنجليزية)
- أوتو أبيل على موقع ديسكوغز (الإنجليزية)